# Diadegma buckelli
Diadegma buckelli là một loài tò vò trong họ Ichneumonidae.